# Al-Ghassaniyya
Al-Ghassaniyya va ser una adiba ('dona de lletres') i poeta andalusina originària de Bajjana, l'actual Pechina (província d'Almeria, Andalusia), que va viure probablement durant els segles x o XI. Es desconeixen moltes dades sobre aquesta poeta andalusina. Va viure, probablement, durant el període de major esplendor econòmica i cultural de la taifa d'Almeria, coincident amb els regnats de Khayran as-Saqlabí i, sobretot, d'al-Mútassim. Així, potser, hauria estat coetània d'una altra poeta d'Almeria, Zàynab al-Mariyya. Escrivia panegírics als reis. De la seva mà només es conserven sis versos, part del preludi amorós a una cassida (probablement molt més extensa) sobre Khayran, senyor d'Almeria, emulant la d'Abu-Úmar Àhmad b. Darraj:
T'entristeix que diguin
que han partit els palanquins de les dones.
Com podràs suportar-ho, ai de tu, 
quan se'n vagin?
No hi ha més que morts a la seva partida,
i si no, una resignació.